# Pygathrix nigripes
Pygathrix nigripes (Дюк чорногомілковий) — вид приматів з роду Pygathrix родини мавпові.

## Опис
Ці мавпи пофарбовані досить темно. Голова і спина сірі. Ноги і руки чорні, груди світло-сірі, довгий хвіст і сідниці білі. Обличчя сіро-блакитне, очі оточені яскравими колами на щоках довге, яскраве волосся. Довжина тіла цих тварин від 55 до 63 см, хвіст 57-73 см. Самці 11 кг, самиці вагою 8 кг.

## Поширення
Зустрічається на північному сході Камбоджі і південному В'єтнамі. Вони знайдені в вічнозелених, напів-вічнозелених і змішаних напіввічнозелених і листяних лісах, а також у прибережних сухих лісах. Здається, що види цього роду можуть адаптуватися до досить сильно порушеного лісу.

## Стиль життя
Ці тварини денні й переважно деревні, але можуть іноді сходити на землю. Дієта мабуть, в основному складається з листя з різними рівнями добавок з насіння, фруктів і квітів. Вони живуть в групах до 25 тварин, які складаються з кількох самців, кількох самиць і потомства.
Після 180-190-денної вагітності, самиця народжує одне дитинча, близнюки зустрічаються рідко. Спершу, дитя чіпляється за живіт матері, а потім також інші члени групи піклуються про нього.

## Загрози та охорона
Полювання в даний час є серйозною загрозою для цього виду. Цей вид включений в Додаток I СІТЕС. Зустрічається в кількох охоронних територіях.  